# Månsarps landskommun
Månsarps landskommun var en tidigare kommun i Jönköpings län.

## Administrativ historik
När 1862 års kommunalförordningar trädde i kraft den 1 januari 1863 inrättades i Sverige cirka 2 400 landskommuner samt 89 städer och ett mindre antal köpingar. Då inrättades i Månsarps socken i Tveta härad i Småland denna kommun.
Den 1 januari 1943 (enligt beslut den 27 mars 1942) överfördes vissa områden till Månsarp, omfattande en areal av 0,85 km², varav 0,84 km² land, från Sandseryds landskommun (som samtidigt ombildades till Norrahammars köping.
Den första av 1900-talets riksomfattande Kommunreformer i Sverige år 1952 påverkade inte Månsarp, som kvarstod som egen kommun fram till nästa indelningsreform 1971, då området gick upp i Jönköpings kommun.
Kommunkoden 1952–70 var 0613.

### Kyrklig tillhörighet
I kyrkligt hänseende tillhörde kommunen Månsarps församling.

## Geografi
Månsarps landskommun omfattade den 1 januari 1952 en areal av 66,83 km², varav 65,60 km² land. Efter nymätningar och arealberäkningar färdiga den 1 januari 1957 omfattade landskommunen den 1 november 1960 en areal av 66,73 km², varav 65,10 km² land.

### Tätorter i kommunen 1960
| Tätort  | Folkmängd |
| ------- | --------- |
| Taberg  | 2 075     |
| Månsarp | 378       |

Tätortsgraden i kommunen var den 1 november 1960 86,3 procent.

## Politik

### Mandatfördelning i valen 1938–1966
| 10 | 7 | 2 | 1 |

| 20 |

|  | 13 |  | 2 | 5 | 3 |

| 24 |

|  | 14 | 3 | 5 | 2 |

| 25 |

| 14 | 7 | 4 |

| 25 |

|  | 13 | 3 | 5 | 3 |

| 24 |

|  | 13 | 11 |

| 23 |

| 14 |  | 2 | 5 | 3 |

| 25 |

|  | 12 | 3 | 6 | 3 |

| 25 |